# غونار سوبيرغ
غونار سوبيرغ (بالسويدية: Gunnar Sjöberg)‏ هو ممثل سويدي، ولد في 25 مارس 1909 في السويد، وتوفي في 8 يونيو 1977.

## أعمال

### أفلام
- (1957) التوت البري

## وصلات خارجية
- غونار سوبيرغ على موقع IMDb (الإنجليزية)
- غونار سوبيرغ على موقع ألو سيني (الفرنسية)
- غونار سوبيرغ على موقع قاعدة بيانات الأفلام السويدية (السويدية)
- غونار سوبيرغ على موقع قاعدة بيانات الفيلم (الإنجليزية)